# Chorváty
Chorváty (Hongaars: Tornahorváti) is een Slowaakse gemeente in de regio Košice, en maakt deel uit van het district Košice-okolie.
Chorváty telt 92 inwoners.